# Otávio Edmilson da Silva Monteiro
Otávio Edmilson da Silva Monteiro   (João Pessoa, 9 de febrer de 1995), conegut comunament com a Otávio o Otavinho, és un futbolista professional brasiler nacionalitzat portuguès. Juga de migcampista ofensiu o d'extrem al Porto FC i a la selecció portuguesa.
Va passar per l'Internacional, abans de signar amb el Porto portuguès de la Primeira Liga el 2014 com a agent lliure. Immediatament fou cedit per dos anys al Vitória de Guimarães, abans de tornar el 2016. Després de tornar es va convertir en titular, i va guanyar tres títols de Primera Lliga, dos de Taça de Portugal i dos de Supertaças Cândido de Oliveira, alhora que formava part de la plantilla que va guanyar dos doblets nacionals el 2020 i el 2022, amb més de 200 aparicions oficials. Nascut i criat al Brasil, Otávio va representar el seu país natal internacionalment a nivell sub-20 el 2014, però va canviar la lleialtat a nivell internacional sènior a Portugal, fent el seu debut internacional sènior el 2021.

## Carrera de club

### Internacional
Nascut a João Pessoa, Paraíba, Otávio va acabar la seva formació a l'Internacional després d'incorporar-se a l'acadèmia del club de Porto Alegre als 15 anys. Va debutar a la Sèrie A només dos anys més tard, entrant com a substitut a la segona part en l'empat 0-0 a casa contra el Santos el 15 de juliol.
El primer gol d'Otávio a la lliga va arribar el 8 de juny de 2013, quan va ser titular i va ajudar a empatar a 2-2 davant el Cruzeiro. Va afegir-ne cinc més durant la temporada, en què l'equip va acabar en el lloc 13è.
Otávio va agrair l'entrenador Dunga per ajudar-lo a superar els seus problemes de pes. Durant la seva estada a l'Estàdio Beira-Rio, va marcar set gols en 62 partits competitius.

### Porto
L'1 de setembre de 2014, tot i que inicialment es pensava que el traspàs havia costat 5 milions d'euros, Otávio es va incorporar al FC Porto com a agent lliure després que l'Internacional cedís els seus drets federatius, i va signar un contracte de cinc anys amb una clàusula de rescissió de 50 milions d'euros. Inicialment va ser destinat a l'equip filial, que va competir a la Segona Lliga.
L'últim dia del mercat de fitxatges de gener de 2015, Otávio, Ivo Rodrigues i Leocísio Sami van ser cedits al Vitória de Guimarães a la Primeira Liga. Va debutar a la competició el 8 de febrer jugant 30 minuts en una derrota a casa per 0-1 contra el Belenenses, i va marcar el seu primer gol a l'última jornada de la campanya per ajudar els visitants a vèncer l'Acadèmica de Coimbra per 4-2.
L'acord es va estendre per a tota la temporada 2015-16, i les seves actuacions mentre estava cedit li van valer una pròrroga de contracte amb el Porto posteriorment. Va fer el seu debut competitiu amb aquest últim el 12 d'agost de 2016, començant com a titular en la derrota per 3-1 fora del Rio Ave.
Otávio va guanyar la Lliga Portuguesa al final de la seva segona temporada, aportant dos gols en 15 aparicions. Durant el torneig va estar de baixa durant diverses setmanes per problemes de lesions. Durant la campanya 2019-20, Otávio va participar en 48 partits i va marcar dos gols, ajudant l'equip a conquerir el doblet. Com a resultat, va ser inclòs al Millor XI de la lliga.

### Al-Nassr
El 22 d'agost de 2023, el club de la Saudi Pro League Al Nassr va anunciar el fitxatge d'Otávio amb un contracte de tres anys, després d’activar la clàusula de rescissió del jugador, valorada en 60 milions d'euros. Aquest moviment va convertir Otávio en el jugador més car de la història del club saudita i en la venda més alta mai registrada pel Porto.

## Carrera internacional

### Brasil
Poc després de debutar a l'Internacional, Otávio va ser seleccionat a la selecció brasilera sub-20 per Alexandre Gallo.

### Portugal
Otávio es va convertir en ciutadà portuguès el març de 2021. El 26 d'agost d'aquell any, Fernando Santos va convocar a la selecció portuguesa per a les eliminatòries de la Copa del Món de la FIFA 2022 contra la República d'Irlanda i l'Azerbaidjan i un amistós amb Qatar. Va debutar contra aquest últim, marcant en la victòria per 3-1 al Nagyerdei Stadion de Debrecen, Hongria.
El 24 de març de 2022, Otávio va marcar el seu segon gol, obrint una eventual victòria a casa per 3-1 sobre Turquia a les semifinals dels play-offs de la classificació per a la Copa del Món i posteriorment va donar una assistència a Diogo Jota.

## Palmarès
Internacional
- Campeonato Gaúcho: 2013, 2014[26]

Porto
- Primera Lliga: 2017–18,[27] 2019–20,[16] 2021–22
- Taça de Portugal: 2019–20,[16] 2021–22
- Supertaça Cândido de Oliveira: 2018,[28] 2020[29]

Individual
- Jugador del mes de la SJPF: juliol de 2020[16]
- Equip de l'any de la Primeira Liga: 2019–20[17]